# نیروهای مسلح پرو
نیروهای مسلح پرو (اسپانیایی: Fuerzas Armadas del Perú‎) مجموعه نیروهای نظامی پرو است، که از ارتش پرو، نیروی دریایی پرو و نیروی هوایی پرو تشکیل می‌شود.